# Артамоновка (Татарстан)
Артамо́новка — деревня в Тукаевском районе  Республики Татарстан Российской Федерации. Входит в состав Староабдуловского сельского поселения.

## География
Деревня находится на реке Иганя, в 39 километрах к юго-востоку от города Набережные Челны.

## История
Деревня основана в XIX веке. 
До 1920 года входила в Бишинды-Останковскую волость Мензелинского уезда Уфимской губернии. С 1920 года в составе Мензелинского, с 1922 года — Челнинского кантонов ТАССР. С 10 августа 1930 года в Мензелинском, с 10 февраля 1935 года в Ворошиловском, с 29 ноября 1957 года в Яна-Юлском, с 12 октября 1959 года в Мензелинском, с 4 июня 1984 года в Тукаевском районах.

## Население
| 1870 | 1913 | 1920 | 1926 | 1938 | 1949 | 1958 | 1970 | 1979 | 1989 | 2000             | 2002 | 2010 |
| ---- | ---- | ---- | ---- | ---- | ---- | ---- | ---- | ---- | ---- | ---------------- | ---- | ---- |
| 187  | 281  | 282  | 239  | 252  | 145  | 103  | 83   | 34   | 7    | менее 10 человек | 9    | 1    |